# Kodura
Kodura – tkanina kaletnicza, wykonana z poliestru i pokryta PCV. Materiał wodoodporny, wykonany z poliestru, o charakterystycznej budowie. Lewa strona jest laminowana specjalną powłoką PCV, zaś prawa strona tkaniny jest delikatnie chropowata. Te elementy, w połączeniu z gęstym i zwartym splotem powodują, że kodura jest w pełni wodoodporna, wytrzymała i lekka.